# Меропенем
Меропенем — синтетический антибиотик из группы карбапенемов для внутривенного введения. Выпускается как Меропенем (Промомед, Рузафарма), Меронем (Pfizer, ACS Dobfar, AstraZeneca и др.), Велпенем (Велфарм), Мерексид (Рузафарма) и др. .

## Фармакологическое действие
Меропенем показал эффективность в качестве монотерапии или в комбинации с другими противомикробными агентами при лечении у детей и взрослых инфекций, вызванных одним или несколькими чувствительными к меропенему возбудителями.
Меропенем оказывает бактерицидное действие за счёт воздействия на синтез клеточной стенки бактерий. Легкость проникновения через клеточную стенку бактерий, высокий уровень стабильности практически ко всем бета-лактамазам и значительная аффинность к белкам, связывающим пенициллин (ПСБ), обусловливают мощное бактерицидное действие меропенема против широкого спектра аэробных и анаэробных бактерий. Бактерицидные концентрации обычно такие же, как и МПК. Меропенем стабилен в тестах определения чувствительности, и эти тесты могут выполняться обычными рутинными методами. Тесты in vitro показывают, что меропенем действует синергично с различными антибиотиками. Было показано in vitro и in vivo, что меропенем обладает постантибиотическим эффектом.
Антибактериальный спектр меропенема, определяемый in vitro, включает в себя практически все клинически значимые грамположительные и грамотрицательные аэробные и анаэробные микроорганизмы.
Препарат активен в отношении аэробных грамположительных бактерий, аэробных грамотрицательных бактерий, анаэробных бактерий.
К препарату устойчивы Stenotrophomonas maltophilia, Enterococcus faecium и метициллин-резистентные стафилококки.

## Фармакокинетика
Распределение
В/в введение в течение 30 мин одной дозы препарата здоровым добровольцам приводит к созданию Cmax, равной примерно 11 мкг/мл для дозы 250 мг, 23 мкг/мл для дозы 500 мг и 49 мкг/мл для дозы 1 г. Однако нет абсолютной фармакокинетической пропорциональной зависимости от введенной дозы ни для Cmax, ни для AUC. Более того, наблюдалось уменьшение плазменного клиренса с 287 до 205 мл/мин для доз от 250 мг до 2 г.
В/в болюсная инъекция в течение 5 мин одной дозы Меронема здоровым добровольцам приводит к достижению Cmax, равной примерно 52 мкг/мл для дозы 500 мг и 112 мкг/мл — для дозы 1 г. Связывание с белками плазмы примерно 2 %. Меропенем хорошо проникает в большинство тканей и жидкостей организма, в том числе в цереброспинальную жидкость больных бактериальным менингитом, достигая концентраций, превышающих требуемые для подавления большинства бактерий.
Через 6 ч после в/в введения 500 мг уровень меропенема в плазме снижается до значений 1 мкг/мл и менее. При многократном введении доз с интервалом в 8 ч у пациентов с нормальной функцией почек кумуляции меропенема не происходит.
Метаболизм и выведение
Примерно 70 % введенной дозы выводится с мочой в неизмененном виде в течение 12 ч, после чего дальнейшая экскреция с мочой незначительная. Концентрация меропенема в моче, превышающая 10 мкг/мл, поддерживается в течение 5 ч после введения дозы 500 мг. При режимах введения 500 мг каждые 8 ч или 1 г каждые 6 ч не наблюдалось кумуляции меропенема в плазме и моче. У пациентов с нормальной функцией почек T1/2 составляет примерно 1 ч.
Единственный метаболит меропенема микробиологически неактивен.
Фармакокинетика в особых клинических случаях
Фармакокинетические параметры Меронема у детей такие же, как и у взрослых. T1/2 меропенема у детей до 2 лет — приблизительно 1,5-2,3 ч, и наблюдается линейная фармакокинетика в диапазоне доз 10-40 мг/кг.
Исследования фармакокинетики препарата у больных с почечной недостаточностью показали, что клиренс меропенема коррелирует с клиренсом креатинина. У таких больных необходима корректировка дозы.
Исследования фармакокинетики препарата у пожилых пациентов показали снижение клиренса меропенема, которое коррелировало со снижением клиренса креатинина, связанным с возрастом.
Исследования фармакокинетики препарата у пациентов с заболеваниями печени показали, что заболевания печени не оказывают влияния на фармакокинетику меропенема.

## Показания
Лечение следующих серьёзных инфекций у детей и взрослых, вызванных одним или несколькими чувствительными к препарату возбудителями:
- пневмонии (в том числе госпитальные);
- инфекции брюшной полости;
- септицемия;
- менингит;
- гинекологические инфекции (такие как эндометрит и воспалительные заболевания тазовых органов);
- инфекции мочевыделительной системы;
- инфекции кожи и мягких тканей;
- эмпирическая терапия при подозрении на бактериальную инфекцию у взрослых больных с фебрильными эпизодами на фоне нейтропении, в качестве монотерапии или в комбинации с противовирусными или противогрибковыми препаратами, аминогликозидами, цефалоспоринами или полусинтетическими пенициллинами.

## Режим дозирования
Взрослым режим дозирования и продолжительность терапии устанавливают в зависимости от типа и тяжести инфекции и состояния пациента. Рекомендуют следующие суточные дозы.
При лечении пневмонии, инфекций мочевыделительной системы, гинекологических инфекций (эндометрит и воспалительные заболевания органов малого таза), инфекций кожи и мягких тканей — 500 мг в/в каждые 8 ч.
При лечении госпитальных пневмоний, перитонита, подозрении на бактериальную инфекцию у больных с нейтропенией, а также септицемии — 1 г в/в каждые 8 ч.
При лечении менингита — 2 г в/в каждые 8 ч.
У пациентов с нарушениями функции почек при клиренсе креатинина менее 51 мл/мин дозы должны быть уменьшены следующим образом.
```
Клиренс креатинина (мл/мин)     Доза на основе единицы дозы (500 мг или 1 г или 2 г)     Частота введения
50-26                           одна единица дозы                                        каждые 12 ч
25-10                           половина единицы дозы                                    каждые 12 ч
<10                             половина единицы дозы                                    каждые 24 ч
```

Меропенем выводится при гемодиализе, в связи с чем, если требуется продолжение лечения, рекомендуется, чтобы единица дозы (определяется в зависимости от типа и тяжести инфекции) вводилась по завершении процедуры гемодиализа, чтобы восстановить эффективную концентрацию в плазме.
Опыт применения Меронема у больных, подвергающихся перитонеальному диализу, ограничен.
У больных с печеночной недостаточностью нет необходимости в корректировке дозы.
У пожилых больных с нормальной функцией почек или КК более 50 мл/мин не требуется корректировать дозу.
Для детей в возрасте от 3 мес до 12 лет рекомендуемая доза для в/в введения составляет 10-20 мг/кг каждые 8 ч в зависимости от типа и тяжести инфекции, чувствительности патогенного микроорганизма и состояния пациента. У детей с массой тела более 50 кг следует использовать дозы как у взрослых.
При менингите рекомендуемая доза составляет 40 мг/кг каждые 8 ч.

## Правила приготовления и введения раствора
Меронем следует вводить в виде в/в болюсной инъекции в течение не менее 5 мин либо в виде в/в инфузии в течение 15-30 мин.
Для в/в болюсных инъекций Меронем следует разводить стерильной водой для инъекций (5 мл на 250 мг меропенема), что обеспечивает концентрацию раствора 50 мг/мл.
Для в/в инфузий Меронем следует разводить стерильной водой для инъекций или совместимой инфузионной жидкостью и затем ещё разводить (до 50-200 мл) совместимой инфузионной жидкостью.
Меронем совместим со следующими инфузионными жидкостями: 0,9 % натрия хлорид для в/в инфузий; 5 % или 10 % глюкоза для в/в инфузий; 5 % глюкоза для в/в инфузий с 0,02 % натрия бикарбонатом; 0,9 % натрия хлорид с 5 % глюкозой для в/в инфузий; 5 % глюкоза с 0,225 % натрия хлорида для в/в инфузий; 5 % глюкоза с 0,15 % калия хлорида для в/в инфузий; маннитол 2,5 % или 10 % для в/в инфузий.
Меронем не следует смешивать с растворами, содержащими другие препараты.
Перед употреблением разведённый раствор следует встряхнуть. Все флаконы одноразового использования. При разведении Меронема должны применяться стандартные правила асептики.

## Побочные эффекты
Наиболее частыми побочными эффектами являются: диарея (4,8 %), тошнота и рвота (3,6 %), воспаление в месте инъекции (2,4 %), головная боль (2,3 %), сыпь (1,9 %), и тромбофлебит (0,9 %). Многие из этих побочных эффектов наблюдались при лечении тяжелобольных лиц, уже принимающих много лекарств, включая ванкомицин. Одно исследование показало, что псевдомембранозный колит, ассоциированный со спорообразующим анаэробным микробом Clostridium difficile, наблюдался у 3,6 % пациентов, принимавших меропенем. Меропенем также имеет уменьшенную вероятность развития судорог по сравнению с применением имипенема. Поступило несколько сообщений о случаях тяжелой гипокалиемии.

## Противопоказания
Повышенная чувствительность к препарату.
Беременность и лактация
Клиническая безопасность Меронема при беременности не устанавливалась.
Экспериментальные исследования на животных не показали каких-либо неблагоприятных эффектов на развивающийся плод. Меронем не следует применять при беременности, если только потенциальная польза от его применения не оправдывает возможный риск для плода. В каждом случае препарат необходимо применять под прямым наблюдением врача.
Меропенем определяется в грудном молоке животных в очень низких концентрациях. Меронем не следует применять в период лактации (грудного вскармливания), если только потенциальная польза от его применения не оправдывает возможный риск для ребёнка.

## Особые указания
Несмотря на то, что о реакциях повышенной чувствительности при введении Меронема сообщалось редко, он должен с осторожностью использоваться у пациентов, имеющих в анамнезе гиперчувствительность к карбапенемам, пенициллинам или другим бета-лактамным антибиотикам.
Применение Меронема у пациентов с заболеваниями печени должно проводиться под тщательным контролем уровня трансаминаз и билирубина.
Как и в случае с другими антибиотиками, возможен преобладающий рост нечувствительных микроорганизмов, и поэтому необходим постоянный мониторинг каждого пациента.
Применение при инфекциях, вызванных метициллинорезистентным стафилококком, не рекомендуется.
Псевдомембранозный колит наблюдается при применении практически всех антибиотиков и может варьировать по интенсивности от легких до угрожающих жизни форм. Поэтому антибиотики должны назначаться с осторожностью лицам с желудочно-кишечными жалобами, особенно пациентам с колитами. Важно иметь в виду диагноз «псевдомембранозный колит» в случае развития диареи на фоне приема антибиотика. Хотя исследования показали, что токсин, продуцируемый Clostridium difficile является одной из основных причин колитов, связанных с антибиотиками, тем не менее необходимо иметь в виду и другие причины.
Как и в случае других антибиотиков, при использовании меропенема в качестве монотерапии у критически больных пациентов с известной или подозреваемой инфекцией нижних отделов дыхательных путей, вызванной Pseudomonas aeruginosa, рекомендуется регулярное определение чувствительности возбудителя.
Совместное введение Меронема с потенциально нефротоксичными препаратами должно рассматриваться с осторожностью.
Использование в педиатрии
Эффективность и переносимость Меронема у детей в возрасте до 3 мес не устанавливались, поэтому препарат не рекомендуется для применения у детей младше 3 мес.
Опыт применения препарата в педиатрической практике у пациентов с нейтропенией или с первичным или вторичным иммунодефицитом недостаточен.
Опыт применения Меронема у детей с нарушением функции печени и почек ограничен.

## Передозировка
Случайная передозировка возможна во время лечения, особенно у пациентов с нарушением функции почек.
Лечение: проводят симптоматическую терапию. В норме происходит быстрая элиминация препарата через почки. У пациентов с почечными нарушениями гемодиализ эффективно удаляет меропенем и его метаболиты.

## Лекарственное взаимодействие
Пробенецид конкурирует с меропенемом за активную канальцевую секрецию и, таким образом, ингибирует почечную экскрецию меропенема, вызывая увеличение его периода полувыведения и концентрации в плазме. Так как эффективность и длительность действия Меронема без пробенецида являются адекватными, совместное введение пробенецида с Меронемом не рекомендуется.
Возможное влияние Меронема на метаболизм и связывание с белками других препаратов не изучалось. Однако, учитывая низкое связывание меропенема с белками плазмы (около 2 %), можно предположить, что взаимодействия с другими препаратами быть не должно.
Меронем вводили во время приема других препаратов, при этом не было отмечено каких-либо неблагоприятных фармакологических взаимодействий. Однако специфических данных о возможных лекарственных взаимодействиях нет.

## Условия и сроки хранения
Препарат следует хранить при температуре не выше 30 °C. Рекомендуется для в/в инъекций и инфузий применять свежеприготовленный раствор Меронема, однако разведённый Меронем сохраняет удовлетворительную эффективность при хранении при комнатной температуре (не выше 25 °C) или в холодильнике (при 4 °C) в сроки, указанные в таблице.
```
Растворитель                                    Сохранение р-ром стабильности при 15-25 °C   Сохранение р-ром стабильности при 4 °C
вода д/инъекций                                 8 ч                                         48 ч
0.9 % р-р натрия хлорида                        8 ч                                         48 ч
5 % р-р глюкозы                                 3 ч                                         14 ч
5 % р-р глюкозы с 0.225 % р-ром натрия хлорида  3 ч                                         14 ч
5 % р-р глюкозы с 0.9 % р-ром натрия хлорида    3 ч                                         14 ч
5 % р-р глюкозы с 0.15 % р-ром калия хлорида    3 ч                                         14 ч
2.5 % или 10 % р-р маннитола для в/в инфузий    3 ч                                         14 ч
10 % р-р глюкозы                                2 ч                                         8 ч
5 % р-р глюкозы c 0.02 % р-ром 
натрия бикарбоната для в/в инъекций             2 ч                                         8 ч
```

Раствор Меронема нельзя замораживать.